# Круковский, Феликс Антонович
Феликс Антонович Круковский (1804, Пружанский уезд, Гродненская губерния — 18 (30) января 1852, Урус-Мартан) — генерал-майор (06.12.1848), наказной атаман Кавказского линейного казачьего войска (08.02.1849-18.01.1852), герой Кавказской войны. Поляк и католик, который стал казаком и православным.

## Биография
Феликс Круковский родился в 1804 году в Пружанском уезде Гродненской губернии в польской дворянской семье, воспитывался в иезуитской коллегии.
8 сентября 1821 года вступил в службу унтер-офицером в лейб-гвардии Подольский кирасирский полк и в 1823 году был произведён в корнеты. В 1829 году в чине поручика был переведён в Татарский уланский полк, по расформировании которого в 1833 году в чине капитана перешёл в Рижский драгунский полк. В 1837 году был произведён в майоры, а в 1839 году назначен командиром Горско-линейного казачьего полка на Кавказе.
В 1840 году Круковский принял участие в усмирении чеченцев, причём особенно отличился в делах при аулах Чемулго и Шеналук. В бою на реке Фортанге он был тяжело ранен, получив пулевое ранение в шею. В 1841 году исходил со своим полком всю Чечню. В 1842 году, произведённый в подполковники, охранял верхнее течение реки Терек и Малую Кабарду, всё время имея стычки с горцами. В декабре 1842 года он принимает командование над Кавказским линейным казачьим полком — Хопёрским, который был сформирован в своё время из переселившихся на Терек казаков с Верхнего Дона, подвергшегося в ходе восстания Булавина страшному опустошению. В 1843 году Круковский прославился тем, что во главе четырёхсот конных хопёрцев отбил ночное нападение примерно 4-тысячного отряда горцев на станицу Бекешевскую, рассеял его и тем спас Пятигорск от разорения. Чин полковника и орден Святого Георгия 4-й степени были наградой Круковскому за этот подвиг, молва о котором прошла по всему Кавказу и сделала имя Круковского славным даже среди горцев, которые слагали о нём песни.

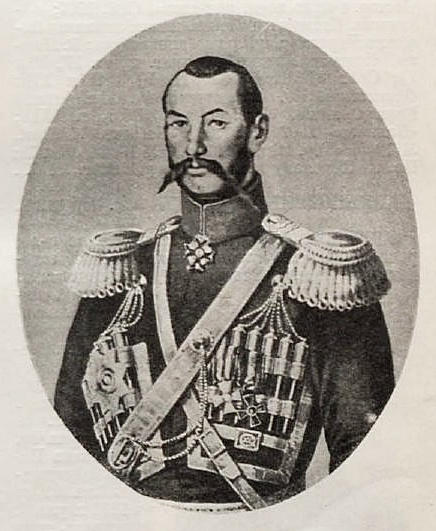
Ф. А. Круковский

По желанию наместника на Кавказе князя М. С. Воронцова полковник Круковский 7 августа 1845 года был назначен командиром Нижегородского драгунского полка — прославленного полка регулярной кавалерии русской армии в боях на Кавказе. С ним он совершил ряд экспедиций в Чечню и Дагестан. В середине 1840-х годов, ставших вершиной успехов имама Шамиля, драгунам под его командованием довелось участвовать в целом ряде трудных боёв. Их действия в Гойтинских и Гехинских лесах, на реке Мартана, под Гергебилем, Салтами, Ахты и Мискинджи укрепили боевую репутацию Круковского, а его заботы по устройству полка на новом месте дислокации в Чир-Юрте — и репутацию отличного администратора и хозяина.
6 декабря 1848 года Феликс Антонович Круковский был произведён в генерал-майоры, а 8 февраля 1849 года он был назначен наказным атаманом Кавказского линейного казачьего войска, с которым Круковский сроднился «и на поле брани, и в быту». На этом посту отличные боевые и административные качества Круковского проявились в полной мере и заслужили ему благоговейную любовь казаков. В его простом образе жизни «по-казачьи», в простой казачьей одежде они видели уважение к своим обычаям, к ним самим. Так, будучи католиком, Круковский каждое воскресенье вместе с казаками ходил в православную церковь.
В 1849—1851 годах он участвовал в качестве начальника отряда кавалерии в экспедициях за pеки Кубань и Белую под общим командованием генералов Завадовского и Нестерова.
В январе 1852 года Круковский выступил с отрядом генерал-лейтенанта Барятинского в свою последнюю экспедицию к верховьям реки Гойты. 18 января колонна подошла к лесным хуторам близ аула Дуба и укреплению Урус-Мартан. Казаки были высланы вперёд, с ними отправился и сам Круковский. Выбив чеченцев из завалов, казаки ворвались в аул и рассыпались по саклям. Опасаясь, что при этих условиях казаки будут перебиты поодиночке, Круковский, сопровождаемый всего лишь 20 казаками и майором Полозовым, поскакал к аулу и, остановившись близ мечети, приказал трубить сбор. В это время из окон мечети грянул залп, которым Круковский был смертельно ранен, а затем из ближайшего оврага выскочили горцы и в шашки бросились на растерявшийся конвой. Ординарец Круковского, казак Толчаинов, пытался было вынести того из сечи. «Брось меня и спасайся сам», — успел только сказать Круковский, но Толчаинов не оставил его и был изрублен горцами вместе с майором Полозовым. Круковский также был добит шашками. Погиб и конвой: лишь несколько тяжело раненных казаков смогли рассказать о случившемся. Прискакавшие на помощь нижегородцы нашли труп своего бывшего командира обобранным донага и всего изрубленного. Впоследствии наместнику на Кавказе князю А.И. Барятинскому удалось за дорогую цену всё же выкупить орден Святого Георгия 4-й степени и орден Святого Станислава 1-й степени, принадлежавшие Круковскому. Шашку же и кинжал его Шамиль не согласился уступить ни за какие деньги.
Феликс Антонович Круковский со всеми воинскими почестями был похоронен в станице Екатериноградской, где на его могиле был поставлен скромный, но приметный памятник: до наших дней он не сохранился.
«Если бы выбрать из войска тысячу лучших людей, — писал светлейший князь М.С. Воронцов военному министру, — и у каждого из этих людей взять его лучшие достоинства и качества, то и тогда сумма их не перевесила бы тех качеств, которыми обладал покойный атаман, совершенно незаменимый для нашего кавказского казачества».
17 февраля 1852 года, убитый в бою с горцами, состоявший по кавалерии, генерал-майор Ф.А. Круковский был исключён из служебных списков.

## Награды
- Орден Святой Анны 1-й степени (25 марта 1851 года)
- Орден Святого Станислава 1-й степени (20 ноября 1850 года)
- Орден Святой Анны 2-й степени (28 ноября 1847 года)
- Орден Святого Георгия 4-й степени (16 сентября 1843 года)
- Орден Святого Владимира 4-й степени (15 ноября 1840 года)
- Знак отличия беспорочной службы за XV лет (22 августа 1840 года)

## Память
- В 1902 году, в 50-ю годовщину смерти Круковского, имя его, как вечного полкового шефа, по повелению императора Николая II было присвоено 1-му Горско-Моздокскому конному полку Терского казачьего войска, а по инициативе бывшего тогда наказным атаманом этого войска генерал-лейтенанта Толстова на месте гибели Круковского поставлен памятник: большой чугунный крест на пьедестале из белого камня, обтёсанного в виде пирамиды.
- В с. Ямное Рамонского района Воронежской области в честь Феликса Антоновича названа улица.